# Cnethocymatia
Cnethocymatia is een geslacht van wantsen uit de familie van de Corixidae (Duikerwantsen). Het geslacht werd voor het eerst wetenschappelijk beschreven door Jansson in 1982.

## Soorten
Het genus is monotypisch en bevat alleen de volgende soort:

- Cnethocymatia nigra (Hungerford, 1947)